# Comté de Putnam (Illinois)
Pour les articles homonymes, voir Comté de Putnam.
Le comté de Putnam est un comté situé dans l'État de l'Illinois, aux États-Unis. En 2000, sa population est de 6 086 habitants. Son siège est Hennepin.